# Arrived Anxious, Left Bored
Arrived Anxious, Left Bored è il terzo mixtape del musicista australiano Flume, pubblicato nel 2023.

## Tracce
Tutte le tracce sono state scritte da Harley Streten, eccetto dove indicato.

1. SKY SKY 1.3 [2016 Export.WAV] – 2:44 (Streten, Sarah Aarons)
2. Chalk 1.3.3 [2017 Export.WAV] (featuring Jim-E Stack) – 3:32 (Streten, James Harmon Stack)
3. All There 1.9 [2019 Export.WAV] – 3:04
4. Road To Japan [2017 Export.WAV] – 1:16
5. Jerry 1.6 [2017 Export.WAV] – 6:04
6. n1cevib3 1.3 [2015 Export.WAV] – 3:29
7. Arrived Anxious, Left Bored 1.4 [2020 Export.WAV] – 6:51
8. Habibi [2019 Export.WAV] (featuring Emile Haynie) – 2:02 (Streten, Emile Haynie)
9. Miss U [2020 Export.WAV] – 3:59
10. No Other 1.2.2 [2021 Export.WAV] – 4:47